# Boyd Gaines
Pour les articles homonymes, voir Boyd et Gaines.
Boyd Gaines est un acteur américain né le 11 mai 1953 à Atlanta, Géorgie (États-Unis).

## Biographie
En 2012, il joue pour la première fois au théâtre avec sa femme Kathleen McNenny dans la pièce Enemy of the State.

## Filmographie
- 1980 : Fame : Michael
- 1981 à 1984 : Au fil des jours (One Day at a Time) (série TV) : Mark Royer
- 1982 : Porky's : Coach Brakett
- 1985 : Evergreen (en) (feuilleton TV) : Chris Bradford
- 1985 : Garçon choc pour nana chic (The Sure Thing) : Jason
- 1986 : La Loi de Los Angeles (TV) : Jim Perkins
- 1986 : Le Maître de guerre (Heartbreak Ridge) : Lieutenant M.R. Ring
- 1987 : Ray's Male Heterosexual Dance Hall : Sam Logan
- 1988 : Piece of Cake (feuilleton TV) : Christopher Hart III
- 1988 : Call Me (en) : Bill
- 1990 : A Son's Promise (TV) : Dan Weston
- 1991 : A Woman Named Jackie (feuilleton TV) : Yusha Auchincloss
- 1995 : The Grass Harp : Narrateur
- 1996 : Les Complices de Central Park (I'm Not Rappaport) : Pete Danforth
- 1999 : The Confession (en) de David Hugh Jones : Liam Clarke
- 1999 : Liberté passagère (Earthly Possessions) (TV) : Announcer
- 2004 : Second Best : Richard
- 2006 : Lovely by Surprise : Vendeur
- 2006 : Angela's Eyes : Colin Anderson
- 2007 : Funny Games U.S., de Michael Haneke : Fred
- 2019 : Le Chardonneret (The Goldfinch)  de John Crowley : Mr. Barbour